# Solanum sooretamum
Solanum sooretamum é uma espécie de planta do gênero Solanum e da família Solanaceae. 

## Taxonomia
A espécie foi descrita em 1991 por Lucia d'Avila Freire de Carvalho.  Seu nome remete ao município de Sooretama, onde ocorre. 

## Forma de vida
É uma espécie terrícola e arbórea. 

## Descrição
| Caule                | Caule                               |
| -------------------- | ----------------------------------- |
| tipo                 | não radicante não tuberoso          |
| acúleo               | ausente                             |
| simpódio             | com 3 ou mais folha                 |
| Folha                |                                     |
| pecíolo              | não volúvel                         |
| lâmina               | simples                             |
| face adaxial tricoma | ausente/lepidoto                    |
| face abaxial tricoma | lepidoto                            |
| Inflorescência       |                                     |
| cimeira              | 2 ou mais furcada                   |
| pedúnculo            | presente                            |
| posição              | terminal/opositifolia ou lateral    |
| Flor                 |                                     |
| cálice               | lobado                              |
| corola               | estrelada                           |
| antera               | oblonga                             |
| conectivo            | não espessado                       |
| Fruto                |                                     |
| cálice               | acrescente                          |
| cor                  | roxa ou purpúrea ou atropurpúrea    |
| formato              | orbicular                           |
| pericarpo            | com tricoma lepidoto                |
| Semente              |                                     |
| ala                  | ausente                             |
| formato              | achatado reniforme/ovoide reniforme |

## Conservação
A espécie faz parte da Lista Vermelha das espécies ameaçadas do estado do Espírito Santo, no sudeste do Brasil. A lista foi publicada em 13 de junho de 2005 por intermédio do decreto estadual nº 1.499-R. 

## Distribuição
A espécie é encontrada nos estados brasileiros de Bahia, Espírito Santo e Minas Gerais. 
A espécie é encontrada no domínio fitogeográfico de Mata Atlântica, em regiões com vegetação de áreas antrópicas e floresta ombrófila pluvial.